# 克里尼奇內 (波洛希區)
47°41′6″N 36°7′59″E / 47.68500°N 36.13306°E
克里尼奇內（烏克蘭語：Криничне）是位於烏克蘭東南部的村莊，由扎波羅熱州波洛希區的沃茲德維日夫卡市鎮負責管轄。該村面積0.34平方公里，海拔高度142米，2001年人口20，人口密度每平方公里58.8人。